# Dimes
Dimes (gr. Δύμες) – wieś w Republice Cypryjskiej, w dystrykcie Limassol. W 2011 roku liczyła 165 mieszkańców.